# Józef Młynarczyk
Józef Młynarczyk (ur. 20 września 1953 w Nowej Soli) – polski piłkarz występujący na pozycji bramkarza i trener piłkarski.
W latach 1979–1989 reprezentant Polski. Uczestnik dwóch turniejów finałowych mistrzostw świata – Hiszpania 1982 (III miejsce) oraz Meksyk 1986. Członek Klubu Wybitnego Reprezentanta, wybrany bramkarzem stulecia Polskiego Związku Piłki Nożnej. Dwukrotny zdobywca mistrzostwa Polski z Widzewem Łódź (1981, 1982), dwukrotny mistrz Portugalii (1986, 1988), zdobywca Pucharu Portugalii (1988), Superpucharu Europy UEFA, Pucharu Interkontynentalnego (1987) oraz Pucharu Europy (1987) w barwach FC Porto. Jeden z sześciu polskich piłkarzy, którzy sięgnęli po to trofeum.

## Życiorys
Karierę piłkarską rozpoczynał w drużynach z Nowej Soli: Astrze i Polonii (Dozamecie) (do 1974). W latach 1974–1977 występował w drużynie BKS Stal Bielsko-Biała, gdzie rozpoczął długoletnią współpracę z Antonim Piechniczkiem. W 1977 Antoni Piechniczek sprowadził go do występującej w pierwszej lidze drużyny Odry Opole. 18 lutego 1979 zadebiutował w reprezentacji Polski, prowadzonej przez Ryszarda Kuleszę, w meczu z Tunezją.
W 1980 przeniósł się do drużyny Widzewa Łódź, z którym dwukrotnie wywalczył Mistrzostwo Polski (1981 i 1982) oraz dotarł do półfinału Pucharu Europy (1983).
W 1984 został zawodnikiem francuskiego SC Bastia, a w 1986 przeniósł się do portugalskiego FC Porto, z którym wywalczył największe sukcesy w swojej karierze klubowej: dwukrotne Mistrzostwo Portugalii (1986 i 1988), Puchar Portugalii (1988), a w 1987: Puchar Mistrzów (jako drugi Polak po Zbigniewie Bońku), Superpuchar UEFA i Puchar Interkontynentalny.
Karierę piłkarską zakończył w 1989. Od tego czasu pracuje jako trener, m.in. jako opiekun bramkarzy w FC Porto (gdzie szkolił Vítora Baíę czy Andrzeja Woźniaka). Był asystentem selekcjonerów reprezentacji Polski: Andrzeja Strejlaua i Jerzego Engela, Antoniego Piechniczka w reprezentacji Zjednoczonych Emiratów Arabskich oraz w polskich klubach (Wisła Płock, Widzew Łódź, Lech Poznań).
Od 2014 członek Klubu Wybitnego Reprezentanta. Od 2018 roku jest patronem Szkoły Podstawowej w Przyborowie. W 2019 wyróżniony zaliczeniem do jedenastki stulecia PZPN.

## Sukcesy
Reprezentacja Polski
- 3.miejsce na Mistrzostwach Świata 1982

Widzew Łódź
- Mistrzostwo Polski (2x): 1981,1982
- Półfinalista Pucharu Europy (1x): 1983

FC Porto
- Mistrzostwo Portugalii (2x): 1986,1988
- Puchar Portugalii (1x): 1988
- Puchar Mistrzów (1x): 1987
- Superpuchar UEFA (1x): 1987
- Puchar Interkontynentalny (1x): 1987

## Reprezentacja Polski
W reprezentacji Polski był najpierw zmiennikiem Zygmunta Kukli i Piotra Mowlika. Pierwszym bramkarzem został dopiero po objęciu funkcji selekcjonera przez Antoniego Piechniczka. Uczestniczył w Mistrzostwach Świata w 1982 w Hiszpanii (3. miejsce – srebrny medal) oraz w Mistrzostwach Świata w 1986 w Meksyku, na których zakończył reprezentacyjną karierę. Rozegrał 42 oficjalne mecze w drużynie narodowej, w tym 9 jako kapitan.
| lp. | Data                 | Miejsce             | Przeciwnik | Rezultat | Rozgrywki       | Grał | Uwagi        |
| --- | -------------------- | ------------------- | ---------- | -------- | --------------- | ---- | ------------ |
| 1.  | 18 lutego 1979       | Tunis               | Tunezja    | 2-0      | towarzyski      | 90'  |              |
| 2.  | 17 lutego 1980       | Marrakesz           | Maroko     | 0-1      | towarzyski      | 90'  |              |
| 3.  | 29 lutego 1980       | Bagdad              | Irak       | 0-1      | towarzyski      | 90'  |              |
| 4.  | 26 marca 1980        | Budapeszt           | Węgry      | 1-2      | towarzyski      | 90'  |              |
| 5.  | 13 maja 1980         | Frankfurt nad Menem | RFN        | 1-3      | towarzyski      | 90'  |              |
| 6.  | 12 listopada 1980    | Barcelona           | Hiszpania  | 2-1      | towarzyski      | 90'  | Żółta kartka |
| 7.  | 2 września 1981      | Chorzów             | RFN        | 0-2      | towarzyski      | 90'  |              |
| 8.  | 23 września 1981     | Lizbona             | Portugalia | 0-2      | towarzyski      | 90'  |              |
| 9.  | 10 października 1981 | Lipsk               | NRD        | 3-2      | elim. MŚ 1982   | 90'  |              |
| 10. | 28 października 1981 | Buenos Aires        | Argentyna  | 2-1      | towarzyski      | 90'  |              |
| 11. | 14 czerwca 1982      | Vigo                | Włochy     | 0-0      | MŚ 1982         | 90'  |              |
| 12. | 19 czerwca 1982      | La Coruña           | Kamerun    | 0-0      | MŚ 1982         | 90'  |              |
| 13. | 22 czerwca 1982      | La Coruña           | Peru       | 5-1      | MŚ 1982         | 90'  |              |
| 14. | 28 czerwca 1982      | Barcelona           | Belgia     | 3-0      | MŚ 1982         | 90'  |              |
| 15. | 4 lipca 1982         | Barcelona           | ZSRR       | 0-0      | MŚ 1982         | 90'  |              |
| 16. | 8 lipca 1982         | Barcelona           | Włochy     | 0-2      | MŚ 1982         | 90'  |              |
| 17. | 10 lipca 1982        | Alicante            | Francja    | 3-2      | MŚ 1982         | 90'  |              |
| 18. | 23 marca 1983        | Łódź                | Bułgaria   | 3-1      | towarzyski      | 90'  |              |
| 19. | 17 kwietnia 1983     | Warszawa            | Finlandia  | 1-1      | elim. Euro 1984 | 90'  |              |
| 20. | 22 maja 1983         | Chorzów             | ZSRR       | 1-1      | elim. Euro 1984 | 90'  |              |
| 21. | 7 września 1983      | Kraków              | Rumunia    | 2-2      | towarzyski      | 90'  | kpt.         |
| 22. | 9 października 1983  | Moskwa              | ZSRR       | 0-2      | elim. Euro 1984 | 90'  | kpt.         |
| 23. | 28 października 1983 | Wrocław             | Portugalia | 0-1      | elim. Euro 1984 | 90'  | kpt.         |
| 24. | 11 stycznia 1984     | Kalkuta             | Indie      | 2-1      | towarzyski      | 90'  | kpt.         |
| 25. | 15 stycznia 1984     | Kalkuta             | Chiny      | 1-0      | towarzyski      | 90'  | kpt.         |
| 26. | 17 stycznia 1984     | Kalkuta             | Argentyna  | 1-1      | towarzyski      | 90'  | kpt.         |
| 27. | 27 stycznia 1984     | Kalkuta             | Chiny      | 1-0      | towarzyski      | 90'  | kpt.         |
| 28. | 27 marca 1984        | Zurych              | Szwajcaria | 1-1      | towarzyski      | 90'  | kpt.         |
| 29. | 17 kwietnia 1984     | Warszawa            | Belgia     | 0-1      | towarzyski      | 90'  | kpt.         |
| 30. | 23 maja 1984         | Dublin              | Irlandia   | 0-0      | towarzyski      | 90'  |              |
| 31. | 1 maja 1985          | Bruksela            | Belgia     | 0-2      | elim. MŚ 1986   | 90'  |              |
| 32. | 19 maja 1985         | Ateny               | Grecja     | 4-1      | elim. MŚ 1986   | 90'  |              |
| 33. | 30 maja 1985         | Tirana              | Albania    | 1-0      | elim. MŚ 1986   | 90'  |              |
| 34. | 21 sierpnia 1985     | Malmö               | Szwecja    | 0-1      | towarzyski      | 90'  |              |
| 35. | 11 września 1985     | Chorzów             | Belgia     | 0-0      | elim. MŚ 1986   | 90'  |              |
| 36. | 16 listopada 1985    | Chorzów             | Włochy     | 1-0      | towarzyski      | 90'  |              |
| 37. | 26 marca 1986        | Kadyks              | Hiszpania  | 0-3      | towarzyski      | 90'  |              |
| 38. | 16 maja 1986         | Kopenhaga           | Dania      | 0-1      | towarzyski      | 90'  |              |
| 39. | 2 czerwca 1986       | Monterrey           | Maroko     | 0-0      | MŚ 1986         | 90'  |              |
| 40. | 7 czerwca 1986       | Monterrey           | Portugalia | 1-0      | MŚ 1986         | 90'  |              |
| 41. | 11 czerwca 1986      | Monterrey           | Anglia     | 0-3      | MŚ 1986         | 90'  |              |
| 42. | 16 czerwca 1986      | Guadalajara         | Brazylia   | 0-4      | MŚ 1986         | 90'  |              |